# Tallulah Falls
Tallulah Falls – miasto w Stanach Zjednoczonych, w stanie Georgia, w hrabstwie Habersham.